# 土山録志
土山 録志（つちやま としゆき、1948年8月12日 - ）は静岡県出身のプロゴルファー。

## 来歴
伊東商業高校時代は1年先輩に中村稔、後輩には岩下吉久・坂下定夫がおり、1966年の全国高校ゴルフ選手権では個人戦で4位タイに入る。
卒業後の1967年に府中カントリークラブへ入社し、1970年にプロ入りすると、1971年からは八王子グリーンクラブに移籍。
1975年の全日空札幌オープンでは3日目に67をマークして5位に浮上し、最終日には松井功・青木功・金本章生・内田袈裟彦に並ばれるも5位タイに留まった。
1976年のペプシウィルソントーナメントでは初日を小林富士夫・金井清一・山本善隆・森憲二・石井冨士夫、ブライアン・ジョーンズ（ オーストラリア）と並んでの5位タイでスタートし、2日目には謝敏男（ 中華民国）、ピーター・トムソン（オーストラリア）、尾崎将司・金井・ジョーンズ・中村・橘田規と並んでの6位タイとし、豪雨による54ホール短縮競技の最終日にはベン・アルダ（ フィリピン）、森と並んでの5位タイに入った。　
1976年のサントリーオープンでは3日目に呂良煥（中華民国）と共に67をマークし、最終的には安田春雄・川田時志春・アルダと並んでの10位タイに入った。
1977年には長野県オープンで森・浅井教司・アルダに次ぐと同時に新井規矩雄・菊地勝司・榎本七郎と並んでの4位タイ、美津濃トーナメントでは草壁政治・内田繁・戸田雅吉・吉川一雄に次ぐ5位に入った。
1978年のペプシウィルソントーナメントでは3日目に7番でホールインワンを記録して68、最終日には2日連続60台の69をマークし、川田・前田新作・金井・山本謙太郎・中村・矢部昭・横島由一と並んでの9位タイに入った。
1978年の日本国土計画サマーズでは山本・謝敏・中村通・宮本康弘・長谷川勝治に次ぐと同時に新井・高橋信雄と並んでの6位タイ 、1980年の群馬県オープンでは高橋五月を抑えると同時に矢部昭と並んで新井の2位タイに入った。
1982年の東北クラシックでは初日を牧野裕・中嶋常幸・鈴村照男・新井・中尾豊健・尾崎直道・小林と並んでの3位タイでスタートし、2日目には4バーディー、1ボギーの69でグラハム・マーシュ（オーストラリア）、鈴木規夫と並んでの首位タイに躍り出たが、最終日には中嶋・藤木三郎・マーシュと並んで前田の2位タイ に終わった。
同年の群馬県オープンでは初日を小林と2打差2位でスタートし、2日目に長谷川・鈴木弘一と並んでの5位タイに着けた。
1984年の群馬オープンでは新井・大町昭義に次ぐと同時に泉川ピート・川田・岩下・中村・森と並んでの4位タイ、1985年のマルマン日本海オープンでは倉本昌弘・吉川一雄と並んでの10位タイ、1987年の水戸グリーンオープンでは真板潔・渡辺三男・安達典夫と共に合田洋の2位タイに入った。
1990年のインペリアルトーナメントを最後にレギュラーツアーから引退し、1991年からは日本プロゴルフ協会代議員となり、トーナメントディレクター（1994年 - 1999年）、理事（1997年）も務めた。
2005年からはチャーミングリゾート都ゴルフ倶楽部に顧問・専属プロとして契約し、2008年のPGA HANDA CUPフィランスロピーシニアを最後にシニアツアーから引退。
2008年からは古巣の府中CC所属となり、PGA多摩プロゴルフ会顧問も務める。